# 1581 en santé et médecine
| Années de la santé et de la médecine : 1578 - 1579 - 1580 - 1581 - 1582 - 1583 - 1584    |
| Décennies de la santé et de la médecine : 1550 - 1560 - 1570 - 1580 - 1590 - 1600 - 1610 |

Cet article présente les faits marquants de l'année 1581 en santé et médecine.

## Épidémies
- 1579-1581 : la grande pandémie entrée en France par Marseille fait des ravages dans Arles[1].

## Publications
- Sous le titre de Les Trois Livres de la vie, Guy Le Fèvre de La Boderie publie à Paris, chez Abel L'Angelier, sa traduction française des De vita libri tres (en) (1489) de Marsile Ficin[2],[3].
- Sous le titre de Discours des remèdes singuliers, Jean Rivière fait imprimer à Paris, chez Galiot, fils de Gilles Corrozet, sa traduction des Formulae remediorum (1567) de Pierre de Gorris[4].
- Sous le titre de Traité de la peste[5], Jacob Stoer imprime à Genève la traduction française, par Guillaume des Innocents, du De peste liber unus (1567) de Laurent Joubert[6],[7].
- Nicolas de Nancel publie à Paris, chez Denis Duval, son Discours tres ample de la peste[8],[9].
- François Rousset (1535-1598 ?) fait paraître chez Denis Duval, à Paris, son Nouveau traité de l'hystérotomotokie ou enfantement caesarien[10],[11],[12], dont Gaspard Bauhin donnera une traduction latine en 1588[13].

## Naissances
- Gaspare Aselli (mort en 1626), médecin italien[14].
- Johannes Chesnecopherus (sv) (mort en 1635), médecin suédois[15].